# Красный Исток
Кра́сный Исто́к — село в Архаринском районе Амурской области, входит в Ленинский сельсовет.
Основано в 1919 г. Топонимика: название символизирует первой своей частью приверженность к Советской власти, вторая часть названия говорит о наличии небольшого ручья.

## География
Село Красный Исток стоит вблизи левого берега реки Архара.
Автомобильная дорога к селу Красный Исток идёт на юг от районного центра Архара (на правом берегу Архары) через сёла Аркадьевка и Отважное.
Расстояние до Архары — около 20 км.
От села Красный Исток (на юг, вниз по левому берегу Архары) идёт дорога к административному центру Ленинского сельсовета селу Ленинское, расстояние — около 6 км.

## Население
| 2002 | 2010 | 2012 | 2013 | 2014 | 2015 | 2016 |
| ---- | ---- | ---- | ---- | ---- | ---- | ---- |
| 83   | ↘64  | →64  | →64  | ↘60  | ↘58  | ↘54  |
| 2017 | 2018 |      |      |      |      |      |
| ↘52  | ↗53  |      |      |      |      |      |

## Инфраструктура
Сельскохозяйственные предприятия Архаринского района.